# Campylocera stigmatica
Campylocera stigmatica är en tvåvingeart som beskrevs av Seguy 1933. Campylocera stigmatica ingår i släktet Campylocera och familjen Pyrgotidae.
Artens utbredningsområde är Moçambique. Inga underarter finns listade i Catalogue of Life.